# Bourse du travail de Lyon
La Bourse du travail est une salle de spectacles située à Lyon, dans le 3e arrondissement.

## Présentation

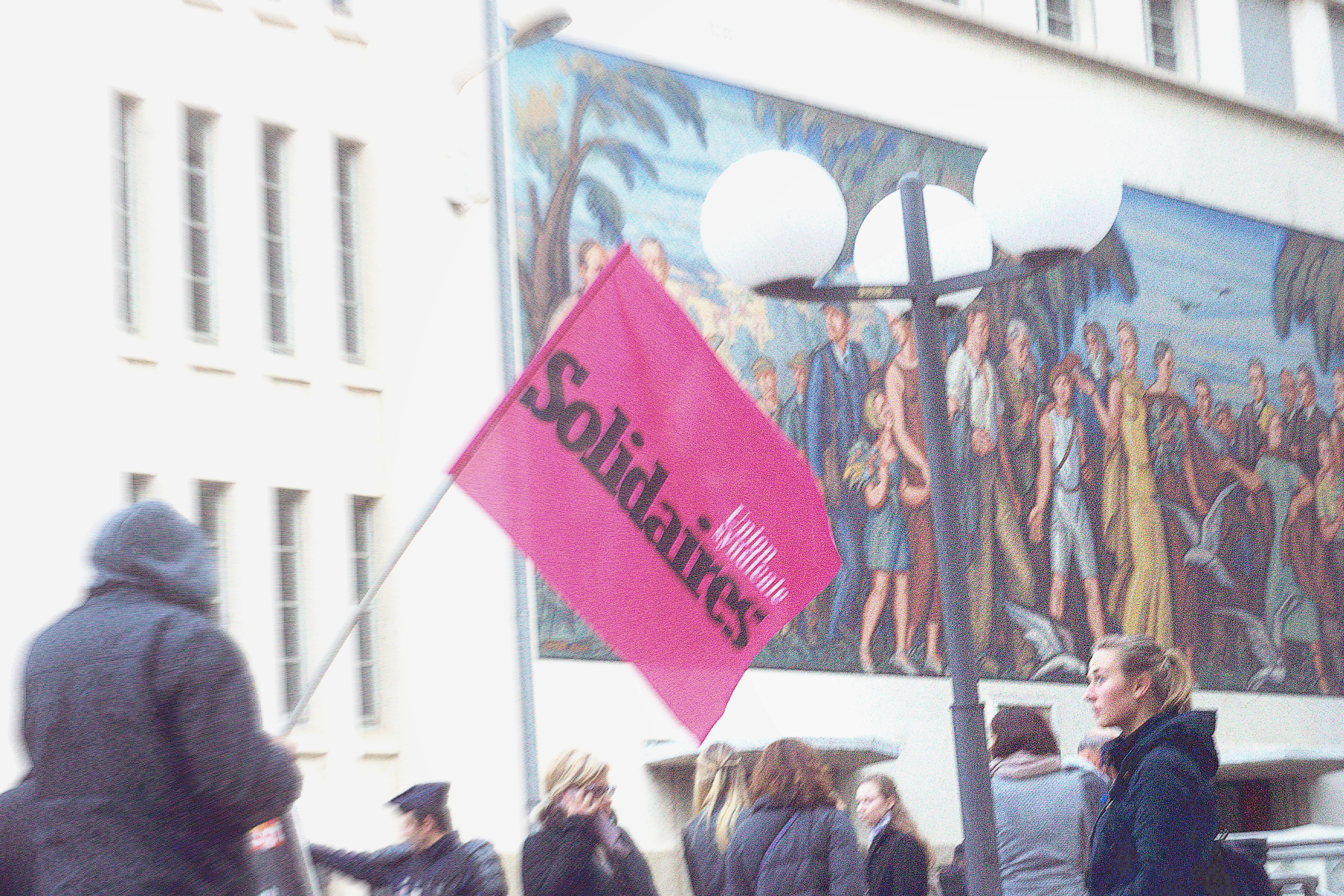
Manifestation à la Bourse du Travail (2015).

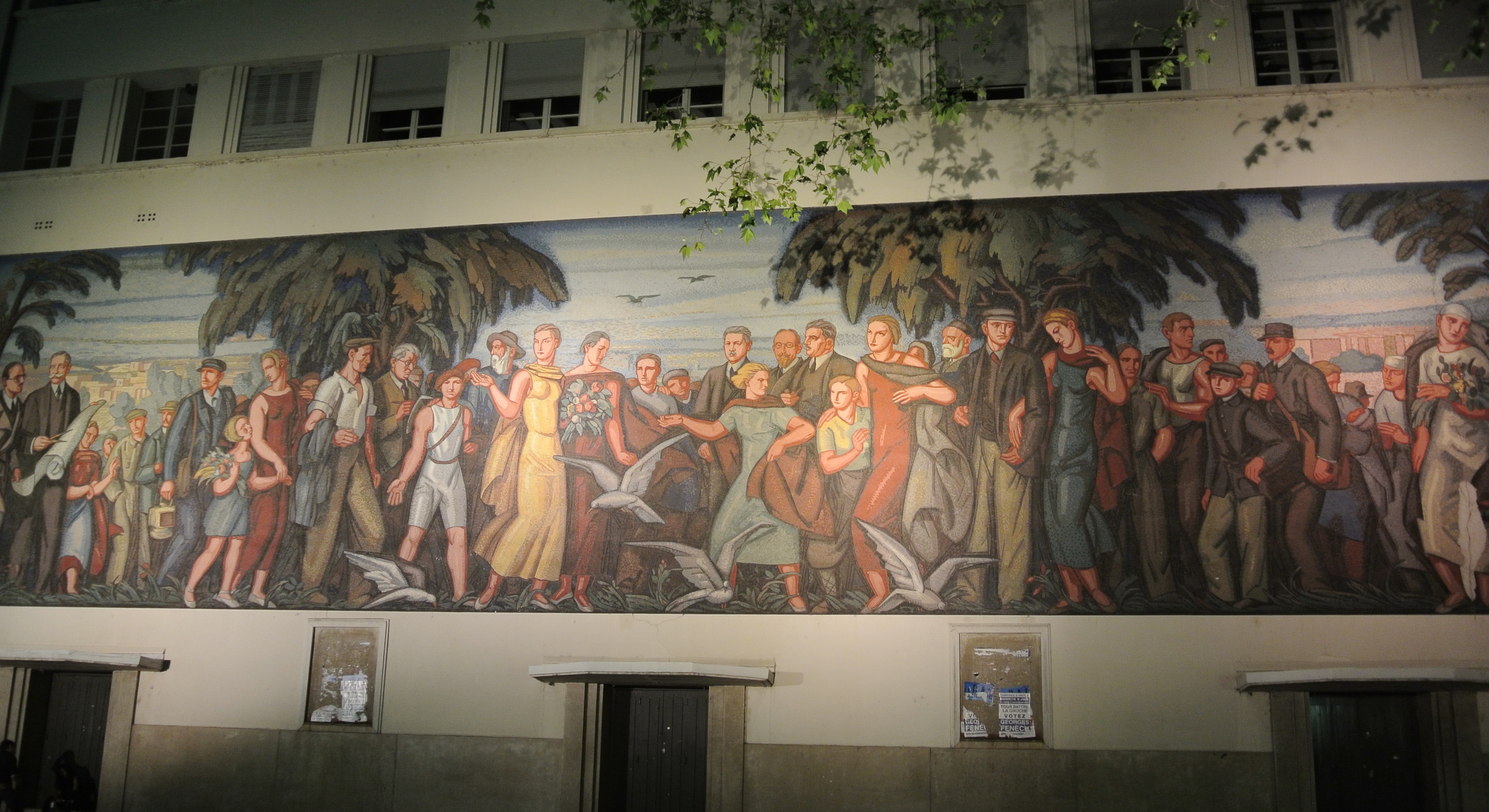
Mosaïque monumentale sur la façade ouest, vue depuis la place Guichard.

Fondée en 1891, la Bourse du travail a d'abord été le lieu de l'activisme révolutionnaire lyonnais. Peu à peu, elle a accueilli des pièces de théâtre, destinées à former une véritable culture ouvrière et anti-partisane. 
D'une capacité de 1920 places, la salle, qui a aujourd'hui perdu sa fonction politique et sociale, accueille un nombre élevé de concerts, de one-man shows, de spectacles de danse, de séminaires, etc.
La Bourse du Travail abrite certes cette grande salle de spectacles mais cette dernière était à l’origine la salle de réunion des travailleurs et de leurs syndicats. Cette salle s’appelle en réalité salle « Albert Thomas », du nom du fondateur de la « Revue Syndicaliste » et de « l’ Information Ouvrière et Sociale ». Cet homme fut le premier directeur du Bureau International du Travail (BIT) à Genève. C’est ici que bouillonnèrent toutes les grandes luttes sociales de l’agglomération de 1936 à 1968 en passant par les luttes des métallos en 1938, des « gars » du Bâtiment, des traminots comme en 1958, des fonctionnaires et de leur grande grève de 1953, des postiers, etc. C’est Louis Pradel, maire de Lyon, qui fit adopter en novembre 1966 par son Conseil Municipal le changement d’affectation de cette salle. La salle Albert Thomas suscitait trop de convoitises de la part des organisateurs de spectacle et la mairie n’a pas pu ou voulu y résister.  Le maire reconnaissait pourtant que la salle n’avait pas été conçue pour le pur divertissement mais cela ne l’a pas empêché de balayer la vocation première du lieu. Les syndicats ont néanmoins conservé un droit de préemption pour leurs meetings. Cette salle a ainsi vu se multiplier les réunions publiques en 1968, réunions pour lesquelles elle a parfois été trop petite.
La Bourse du Travail ne se résume pas à cette salle, c’est aussi un outil mis à la disposition des salariés et de leurs syndicats par la ville. Cet outil se compose sur 4 étages de 55 salles de permanence syndicale, de 5 salles de réunion allant de 40 à 112 places, de 2 salles de congrès de 300 et 350 places, d’une salle d’archives, d’un logement du gardien, d’une salle de consultation juridique et d’un secrétariat avec salle d’attente et bibliothèque. C’est donc un lieu fort couru par les syndiqués et les militants. Mais ce sont aussi des milliers et des milliers de salariés qui sont passés dans ces locaux pour se  renseigner, se faire aider, conseiller, défendre en matière de droit du travail. C’est aussi une institution gérée par un Conseil d’Administration où sont représentés les syndicats hébergés ici : la CGT, la CFDT et la FSU. La ville est en effet propriétaire des lieux et met à disposition ce bâtiment aux organisations syndicales qui le gèrent.

## Protection
Les façades décorées et les toitures de la bourse, ainsi que son atrium décoré, font l’objet d’une inscription au titre des monuments historiques depuis le 2 novembre 1989.

## Accessibilité
Ce site est desservi par la station de métro Place Guichard - Bourse du Travail.